# Santos Cruz
Carlos Alberto dos Santos Cruz GOMM (Rio Grande, 1 de junho de 1952), também conhecido como General Santos Cruz, é um general de divisão da reserva do Exército Brasileiro. Foi comandante das forças da ONU no Haiti e no Congo, Secretário Nacional de Segurança Pública  e ministro-chefe da Secretaria de Governo da Presidência do Brasil. Atualmente é filiado ao Podemos (PODE).

## Carreira militar
Iniciou sua carreira militar em 18 de março de 1968, ao ingressar na Escola Preparatória de Cadetes do Exército (EsPCEx), onde concluiu o curso em 1970. A seguir, cursou a Academia Militar das Agulhas Negras (AMAN), tendo sido declarado aspirante a oficial de Infantaria em 17 de dezembro de 1974. Foi promovido a segundo-tenente em agosto de 1975 e a primeiro-tenente em abril de 1977, período em que realizou os cursos de Comandos e Guerra na Selva. Atingiu o posto de capitão em abril de 1980 e, entre 1983 e 1984, foi comandante de companhia na EsPCEx.
Em 1985, realizou o curso da Escola de Aperfeiçoamento de Oficiais (EsAO). Promovido a major em agosto de 1987, cursou a Escola de Comando e Estado-Maior do Exército (ECEME) e ascendeu a tenente-coronel em agosto de 1992. Em 1993, foi nomeado adjunto da Missão Militar Brasileira de Instrução no Paraguai até o término do acordo entre os dois países no ano seguinte. Trabalhou na Assessoria de Pessoal do Gabinete do Comandante do Exército. Ascendeu ao posto de coronel em abril de 1997.
De janeiro de 1998 a janeiro de 2000, comandou o 43º Batalhão de Infantaria Motorizado, em Cristalina-GO e, entre 2001 e 2003, foi adido militar junto à Embaixada do Brasil em Moscou, Rússia.
Promovido a general de brigada em 25 de novembro de 2004, foi designado para comandar a 13ª Brigada de Infantaria Motorizada, em Cuiabá.
Comandou a missão de paz no Haiti (Minustah) entre setembro de 2006 e abril de 2009, tendo um total de 12 mil militares subordinados. Atingiu o posto de general de divisão de março de 2009.
Admitido à Ordem do Mérito Militar no grau de Cavaleiro em 1998, foi promovido a Oficial em 2002, a Comendador em 2004 e a Grande-Oficial em 2009.
No retorno ao Brasil, foi comandante da 2.ª Divisão de Exército, em São Paulo, entre 8 de maio de 2009 e 20 de abril de 2011. Em seguida, foi subcomandante do Comando de Operações Terrestres. Passou para a reserva em novembro de 2012. Em seguida tornou-se assessor especial do Ministro da Secretaria de Assuntos Estratégicos da Presidência da República. 

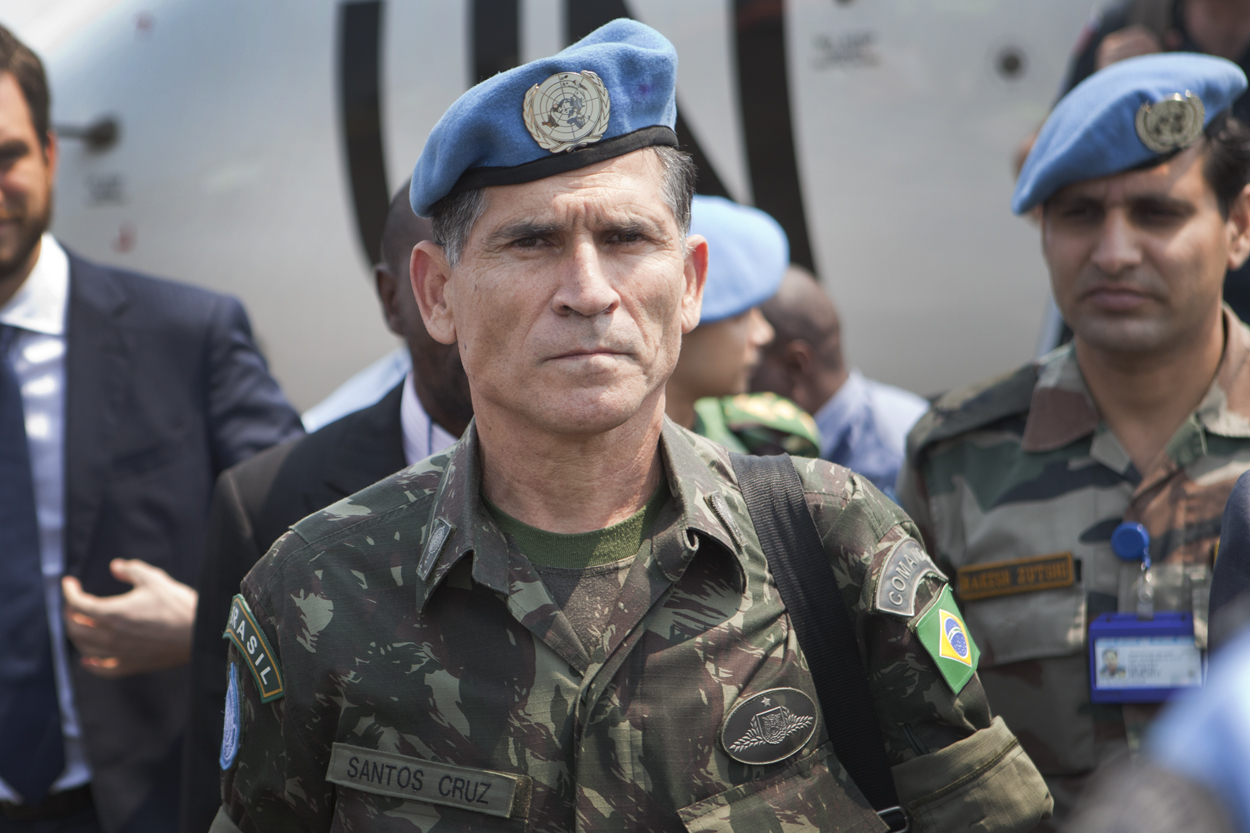
Santos Cruz em junho de 2013 em Goma, no comando das forças da ONU.

Em abril de 2013, estando na reserva como General de Divisão Combatente, foi escolhido pela Força de Paz da ONU para suceder o tenente-general indiano Chander Prakash Wadhwa no comando da Missão de Estabilização das Nações Unidas na República Democrática do Congo (MONUSCO), na coordenação de cerca de 23,7 mil militares de vinte países. No dia 4 de junho do mesmo ano, foi designado pela Presidência da República como Adido à Secretaria-Geral do Exército, para o serviço ativo no cargo de comandante da Força de Paz da ONU naquela missão no Congo, pelo prazo de treze meses.
No dia 26 de abril de 2014, afirmou em entrevista à Folha de S.Paulo que "a ONU não é onipresente e não pode ser responsabilizada por crimes que não pode impedir", "os grupos que atuam na região são puramente criminais" e que "a gente nunca se acostuma com o sofrimento humano". Despediu-se do comando da força de paz em 2016, retornando à reserva.

## Condecorações
- Grande-Oficial da Ordem do Mérito Militar.[3]
- Comendador da Ordem do Mérito Naval.[3]
- Grande-Oficial da Ordem do Mérito Aeronáutico.[30]
- Comendador da Ordem do Mérito do Trabalho Getúlio Vargas.[31]
- Medalha do Pacificador.[32]
- Medalha Militar de ouro com passador de platina (40 anos de serviço).[32]
- Grande-Oficial da Ordem do Mérito da Defesa.[32]
- Grã-Cruz da Ordem de Rio Branco.[33]

## Vida pessoal e cargos políticos
Santos Cruz é casado e tem três filhos. É formado em Engenharia Civil pela Pontifícia Universidade Católica de Campinas (PUC-Campinas).
Em abril de 2017, tornou-se Secretário Nacional de Segurança Pública do Ministério da Justiça, como primeiro ato, se reuniu com governantes do governo do Rio de Janeiro para debater a crise de segurança no estado. O general também, ampliou a presença da Força Nacional de Segurança Pública no estado. Em 2018, deixou o cargo, tornando-se consultor da ONU.
Em novembro de 2018, foi anunciado que ocuparia a Secretaria de Governo, na gestão de Jair Bolsonaro. Exerceu a função do início do Governo até 13 de junho de 2019. O Decreto Presidencial de exoneração foi publicado no Diário Oficial da União na edição do dia 14 de junho de 2019. 
Em janeiro de 2020, em entrevista concedida à BBC Brasil, o general avaliou o primeiro ano do governo Bolsonaro afirmando que se afastou do combate à corrupção, e que isso era ponto de "desilusão para muita gente", pois o combate a corrupção foi bandeira eleitoral na sua vitoriosa campanha presidencial de 2018. Para Santos Cruz, as mudanças no Conselho de Controle de Atividades Financeiras (Coaf) — órgão que foi rebatizado de Unidade de Inteligência Financeira (UIF) e repassado ao Banco Central — e as pressões sobre o diretor da Polícia Federal, Maurício Valeixo, contribuíram para o enfraquecimento do combate à corrupção.
Em abril de 2020, na crise do governo com a saída de Sergio Moro do Ministério da Justiça, Santos Cruz elogiou Moro e lamentou a "fritura" de alguns integrantes do governo. "Fritura é coisa da escória da política", afirmou Santos Cruz. Ele também foi um crítico do totalitarismo nas eleições de 2018.